# Могильницький Андроник
Андроник Могильницький (? — 1912, м. Долина, нині Івано-Франківська область) — український правник, адвокат, громадсько-політичний діяч, доктор права. Син Антіна Любича Могильницького.

## Життєпис
Народився в родині Антіна Любича Могильницького. Родина мала шляхетське походження та належала до гербу Любич. 
Доктор права Львівського університету. Проходив практику в суді міста Сколе, з 1892 року працював у адвокатській канцелярії Евгена Олесницького в Стрию.
У 1897 році — адвокатський кандидат у Долині. Власну адвокатську канцелярію відкрив у Рогатині в 1908 році. У 1909 році переніс її до Снятина, потім — до Долини.
Однокурсник, близький політичний співробітник Евгена Олесницького, член проводу Української НДП. Посол Галицького сейму: 8-го скликання в окрузі Рогатин — Бурштин, входив до «Руського соймового клубу». Початково обраний від IV курії, склав мандат 29 жовтня 1903 року; повторно обраний 14 червня 1904 року.